# Rainer Pethran
Rainer Pethran, né le 26 novembre 1950, à Augsbourg, en République fédérale d'Allemagne et mort le 2 septembre 2019 à Munich, est un ancien joueur allemand de basket-ball.